# Diane Ladd
Pour les articles homonymes, voir Ladd.
Diane Ladd, née le 29 novembre 1935 à Laurel (États-Unis), est une actrice américaine. Elle est la mère de l'actrice Laura Dern qu'elle a eue avec l'acteur Bruce Dern.

## Filmographie sélective
- 1960 : Crime, société anonyme (Murder, Inc.) : Showgirl
- 1961 : Au bout de la nuit (Something Wild)
- 1966 : The Wild Angels : Gaysh
- 1969 : Reivers (The Reivers) : Phoebe
- 1970 : Les Motos de la violence (The Rebel Rousers) de Martin B. Cohen : Karen
- 1970 : Macho Callahan : une fille
- 1970 : WUSA de Stuart Rosenberg : serveuse au Railroad Station
- 1971 : The Steagle (en) de Paul Sylbert : Mrs. Forbes
- 1973 : Les Bootleggers : Maggie
- 1974 : Chinatown : Ida Sessions
- 1974 : Alice n'est plus ici (Alice Doesn't Live Here Anymore) : Flo
- 1976 : Embryo : Martha Douglas
- 1981 : La Vie en mauve (All Night Long) de Jean-Claude Tramont : Helen Dupler
- 1983 : Sweetwater : Lucy
- 1983 : La Foire des ténèbres (Something Wicked This Way Comes) : Mrs. Nightshade
- 1987 : La Veuve noire : Etta
- 1988 : Plain Clothes : Jane Melway
- 1989 : Le sapin a les boules (National Lampoon's Christmas Vacation) : Nora Griswold
- 1990 : Sailor et Lula (Wild at Heart) : Marietta Fortune
- 1991 : Un baiser avant de mourir (A Kiss Before Dying) : Mrs. Corliss
- 1991 : Rambling Rose : la mère
- 1992 : Forever : Mabel Normand
- 1992 : Hold Me, Thrill Me, Kiss Me : Lucille
- 1992 : Spies Inc. : Alice
- 1992 : Blue Champagne (vidéo)
- 1993 : The Cemetery Club : Lucille Rubin
- 1993 : Carnosaur : Dr Jane Tiptree
- 1993 : Un père en cavale (Father Hood) : Rita
- 1993 : Docteur Quinn, femme médecin : Charlotte Cooper
- 1995 : Mrs. Munck : Mrs. Munck
- 1995 : Raging Angels : Sister Kate
- 1996 : Mother d'Albert Brooks : Olivia Hendrix
- 1996 : Citizen Ruth : Ruth's Mother
- 1996 : Les Fantômes du passé (Ghosts of Mississippi) : Grandma Caroline Moore
- 1998 : Route 66
- 1998 : Primary Colors : Mamma Stanton
- 2000 : 28 jours en sursis (28 Days) : Bobbie Jean
- 2000 : The Law of Enclosures : Bea
- 2000 : Can't Be Heaven : Nona Gina
- 2001 : Daddy and Them de Billy Bob Thornton : Jewel
- 2002 : More Than Puppy Love : Tante Edna
- 2002 : Redemption of the Ghost : Tante Helen
- 2003 : Charlie's War : Jobie
- 2004 : Le Choix de Gracie (Gracie's Choice) (TV) : Louela Lawson
- 2005 : Burt Munro (The World's Fastest Indian) : Ada
- 2006 : Come Early Morning : Nana
- 2006 : When I Find the Ocean : Edna
- 2006 : Inland Empire : Marilyn Levens
- 2007 : Trois sœurs dans le Montana (Montana Sky) (TV) : Bess
- 2008 : Jake's Corner : Fran
- 2009 : American Cowslip : Roe
- 2011 : Enlightened (TV)
- 2015 : Joy de David O. Russell
- 2016-2022 : Chesapeake Shores : Nell O'Brien
- 2019 : The Last Full Measure de Todd Robinson
- 2022 : Gigi & Nate : Mama Blanche

## Distinctions

### Récompenses
- BAFTA 1976 : meilleure actrice dans un second rôle pour Alice n'est plus ici

### Nominations
- Oscars 1991 : Meilleure actrice dans un second rôle pour Sailor et Lula
- Golden Globes 1991 : Meilleure actrice dans un second rôle pour Sailor et Lula